# Miniatur-Wunderland
 (novembre 2009).
Le Miniatur-Wunderland (en français : « monde merveilleux miniature ») ou MIWULA est un réseau de train électrique miniature gigantesque.
Cette attraction située à Hambourg (Allemagne) est la plus grande de son genre dans le monde ; elle a été construite par les frères jumeaux Gerrit et Frederik Braun. 

## Histoire
La construction de la première partie a commencé en décembre 2000 et les trois premières parties ont été achevées en août 2001. Le projet a été créé par les frères jumeaux Frederik et Gerrit Braun. Depuis, le Miniatur Wunderland continue à s'agrandir rapidement et crée une à deux nouvelles sections dans l'intervalle d'un ou deux ans.
En janvier 2011, le réseau se compose de 12 000 m de voie à l'échelle HO (1/87), divisé en sept sections : la ville fictive de Knuffingen, le massif montagneux du Harz, les Alpes, l'Autriche, Hambourg, les États-Unis, la Scandinavie et la Suisse. Des 6 400 m2 de surface au sol disponible, le réseau en occupe d'ores et déjà 1 150 m2.
La section suivante représente un aéroport avec les mouvements au sol, décollages et atterrissages des avions ; elle a ouvert en mai 2011. Il est nommé aéroport international Knuffingen et est calqué sur l'aéroport international de Hambourg.
Les créateurs vont travailler sur des sections de l'Italie et de la France maintenant que la section de l'aéroport est terminée.
De possibles ajouts futurs pourront concerner l'Afrique, l'Angleterre, ou un paysage futuriste. 
En 2020, l'attraction devrait avoir atteint sa phase finale de construction, avec au moins dix nouvelles sections sur une surface de plus de 2 300 m2.
Ce musée a la plus longue maquette de réseau ferré du monde avec le record de 15 km de voies ferrées et un millier de trains. 

## Vue d'ensemble des différentes sections
| Section | Nom                                                  | Date d'achèvement | Calendrier de construction | Superficie |
| ------- | ---------------------------------------------------- | ----------------- | -------------------------- | ---------- |
| 1       | Harz (ou Allemagne centrale)                         | Août 2001         | Déc. 2000-Août 2001        | 120 m2     |
| 2       | Knuffingen                                           | Août 2001         | Déc. 2000-Août 2001        | 120 m2     |
| 3       | Autriche                                             | Août 2001         | Déc. 2000-Août 2001        | 60 m2      |
| 4       | Hambourg                                             | Novembre 2002     | Déc. 2001-Déc. 2002        | 200 m2     |
| 5       | États-Unis                                           | Décembre 2003     | Jan. 2003-Déc. 2003        | 100 m2     |
| 6       | Scandinavie                                          | Juillet 2005      | Jui. 2004-Jui. 2005        | 300 m2     |
| 7       | Suisse                                               | Novembre 2007     | Oct. 2005-Nov. 2007        | 250 m2     |
| 8       | Aéroport de Knuffingen                               | Mai 2011          | Juin 2005-Mai 2011         | c. 150 m2  |
| 9       | Italie                                               | Septembre 2016    | Fév. 2013-Sep. 2016        | c. 190 m2  |
| 9b      | Venise                                               | Février 2018      | Déc. 2016-Fév. 2018        | c. 10 m2   |
| 10      | Foire                                                | Juin 2020         | Avril 2019-Juin 2020       | c. 9 m²    |
| 11      | Amérique du Sud                                      | Juin 2022         | Déc. 2018-Juin 2022        | c. 200 m²  |
| 11b     | Rio de Janeiro                                       | Décembre 2021     | Déc. 2018-Déc. 2021        | 46 m2      |
| 12      | Provence                                             | Juin 2022         | Mai 2018-Juin 2022         | c. 27 m²   |
| 12b     | Monaco (Avec le Circuit de F1 et plus tard FE)       | Juin 2022         | Mai 2018-Juin 2022         | c. 36 m²   |
| 13      | Le monde du haut (Pont menant jusqu'au Bâtiment n°2) | Décembre 2021     | 2019-2021                  | c. 10 m²   |
| 14      | Amérique Centrale et Caraïbes                        | 2024 (Prévu)      | NC/Inconnu                 | c. 140 m²  |
| 15      | Asie                                                 | 2026 (Prévu)      | NC/Inconnu                 | c. 150 m²  |
| 16      | Royaume-Uni                                          | 2028 (Prévu)      | NC/Inconnu                 | NC/Unconnu |
| 17      | Pays-Bas                                             | 2028 (Prévu)      | NC/Inconnu                 | NC/Unconnu |
| 18      | Afrique                                              | 2028-2035 (Prévu) | NC/Inconnu                 | NC/Unconnu |

## Données chiffrées
| Mesure                  | 2006         | 2021              |
| ----------------------- | ------------ | ----------------- |
| Surface des locaux      | 4 000 m2     | 7 000 m2          |
| Surface maquette        | env. 900 m2  | 1 499 m2          |
| Sections                | 4            | 13                |
| Longueur des voies      | env. 9 km    | env. 18 km        |
| Trains                  | env. 700     | + de 1 000        |
| wagons                  | + de 10 000  | 15 000            |
| Train le plus long      | 14,51 m      | 14,51 m           |
| Feux de signalisation   | 900          | 1 380             |
| Aiguillages             | 1 900        | 3 454             |
| Ordinateurs de commande | 33           | 50                |
| Ampoules et diodes      | 250 000      | 479 000           |
| Maisons et ponts        | 2 800        | 4 340             |
| Figurines               | 150 000      | 269 000           |
| Véhicules routiers      | env. 4 000   | 9 250             |
| Arbres                  | 165 000      | 130 000           |
| Heures de travail       | env. 450 000 | + de 945 000      |
| Coûts de construction   | 7 300 000 €  | env. 35 000 000 € |

## Knuffingen
Knuffingen est une ville imaginaire du réseau de train miniature Miniatur-Wunderland de Hambourg (Allemagne). La ville compte 10 000 habitants. C'est une des plus grandes villes du Miniatur-Wunderland.
Elle est censée se trouver entre les Alpes autrichiennes et le massif du Harz. Le paysage est constitué de collines, avec des montagnes à l'arrière-plan. 
C'est la partie la plus ancienne du réseau Miniatur-Wunderland. Elle a été conçue par Frederik Braun et son épouse lors d'une visite de la ville suisse de Zurich en juillet 2000.

## Transports routiers
Le parc de véhicules du réseau a, initialement, été introduit à Knuffingen, et y reste encore le plus important, avec 90 véhicules. C'est la plus importante innovation technologique du réseau. Le cœur du réseau routier est une aire de stationnement pouvant accueillir jusqu'à 250 véhicules, située derrière une montagne à l'extrémité gauche de la route. À l'extrémité droite de la route, il y a une petite aire de stationnement, qui transfère les véhicules sur la voie opposée de l'autoroute, après les avoir placés dans une file d'attente. L'aire de stationnement sert aussi de stockage pour 10 véhicules de lutte contre l'incendie. La mise en place du réseau routier a nécessité des milliers d'heures de travail. 
La ville peut être atteinte par deux sorties d'autoroute : celle de gauche par un passage souterrain, sous les voies de la gare, et celle de droite sur un pont enjambant les voies. Il y a aussi une jonction avec des routes de campagne. La longueur totale du réseau routier est de 330 mètres et comprend 200 embranchements électrique. Le système de voitures est prévu pour accueillir jusqu'à 312 véhicules (avec un nombre égal de places de stationnement). Cette partie a une station de charge automatique avec 32 places informatisées. Le réseau routier est constitué de deux parties de grande taille, équipées de deux feux de circulation. Ces deux feux de circulation sont programmés pour le système de signalisation progressive. L'installation des feux de circulation a nécessité plus de 30 heures de travail. 
La ville de Knuffingen comporte une station de bus avec six lignes, une station de taxis, d'une capacité pouvant accueillir jusqu'à six véhicules, une caserne des pompiers principale, avec neuf portes, ainsi que le département de la police (seuls les bâtiments intégrés dans le Carsystem sont mentionnées). 
La police de la ville utilise deux cinémomètres à effet Doppler, pour la détection des véhicules en excès de vitesse. L'un est automatique, l'autre est opéré manuellement.
À Knuffingen, le trafic est dominé par les voitures de pompiers. En effet un pyromane sévirait et allumerait de nombreux incendies. La ville possède un aéroport "Knuffingen International", desservi par des bus Rietze Solaris. Les pompiers de Knuffingen sont également responsables de la prévention des incendies de l'aéroport et du soutien technique en cas d'atterrissage d'urgence.

## Galerie d'images

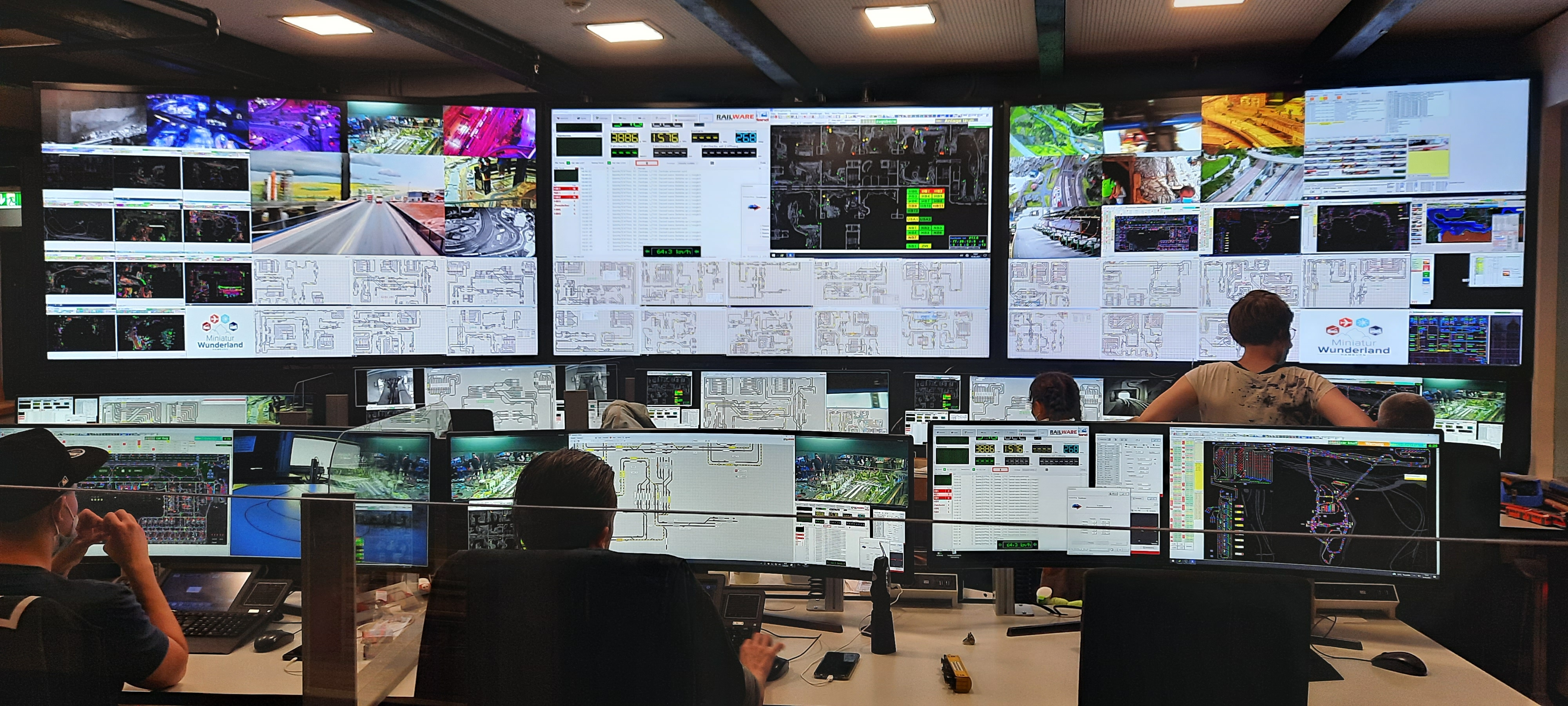
Ordinateurs nécessaire à l'exploitation du réseau dans la salle des ordinateurs

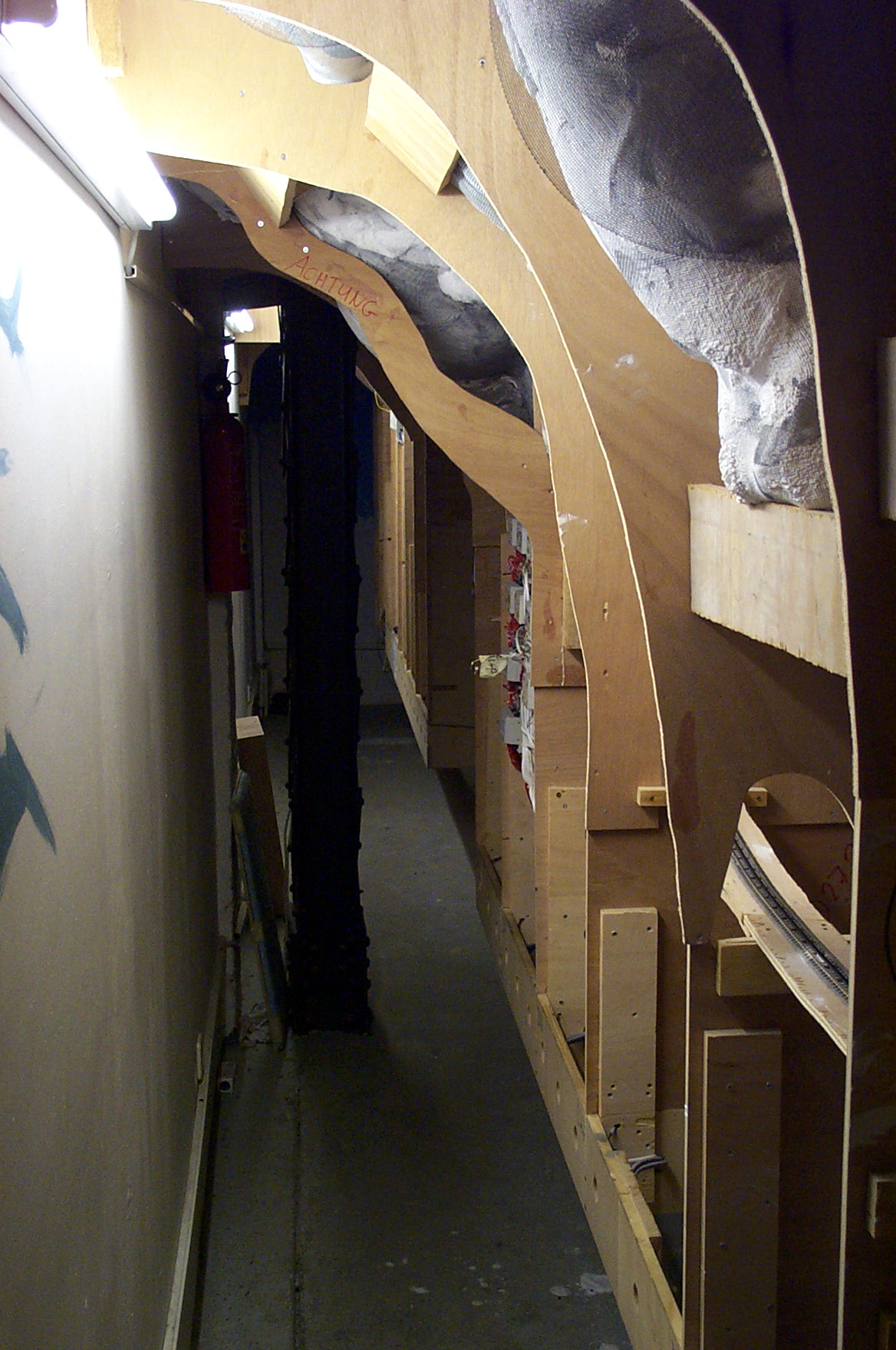
L'envers du décor : dans les coulisses.

### Autre source
- EEP Eisenbahn.exe Miniatur Wunderland, logiciel de simulation 3D de Knuffingen.

## Pour approfondir